# Piaggio Beverly

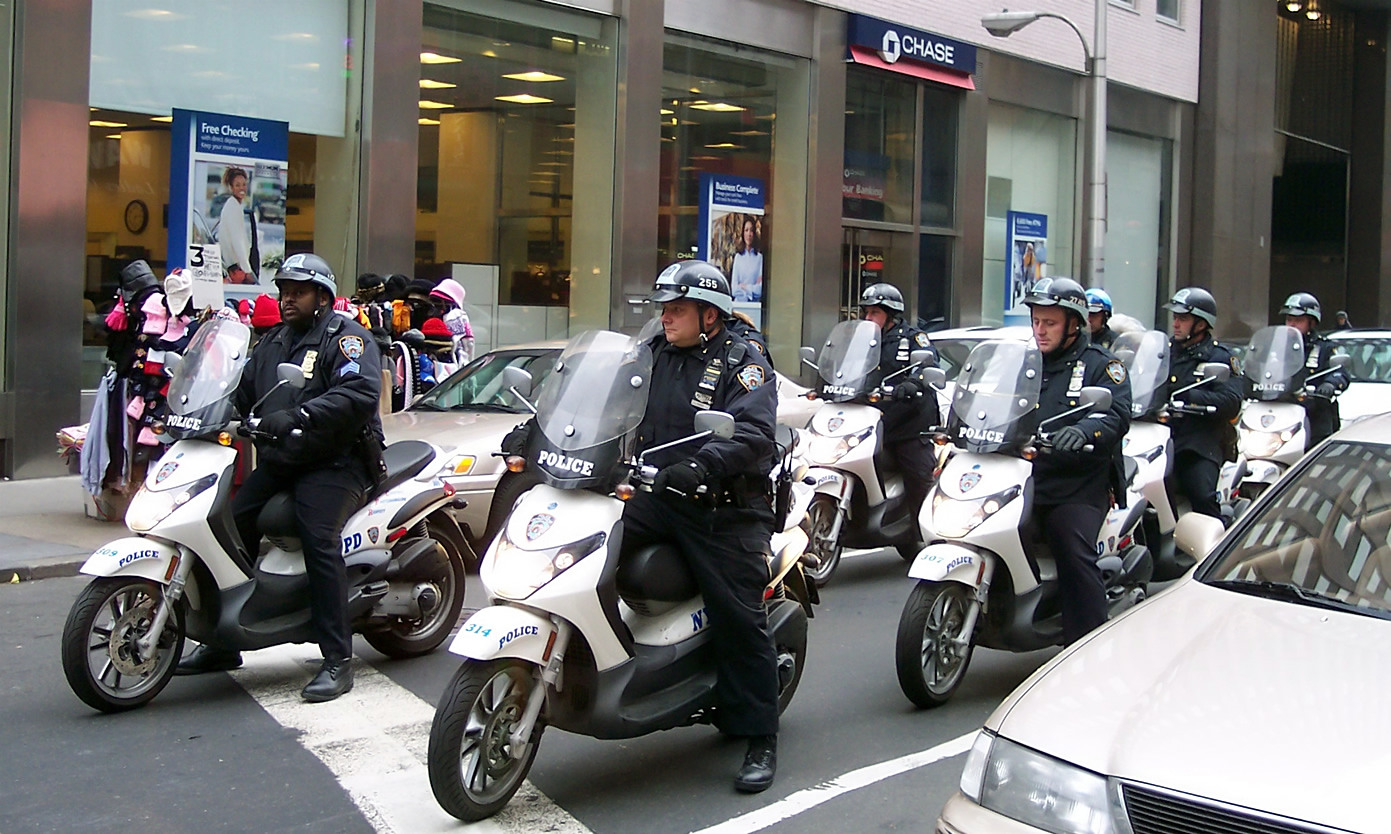
Piaggio Beverly beim NYPD

Die Piaggio Beverly ist ein Großradroller des italienischen Fahrzeugherstellers Piaggio.

## Modellgeschichte
Die Piaggio Beverly wird seit 2001 mit wassergekühlten Leader-Motoren mit 125 cm³ und 200 cm³ Hubraum produziert. 2005 wurden auch Modelle mit 250 cm³ und 500 cm³ Hubraum vorgestellt und das Motorenangebot in der Folge auf 300 cm³, 350 cm³ und 400 cm³ Hubraum ausgedehnt.
Gleichzeitig mit immer neuen Motoren wurde auch das Chassis laufend modifiziert. 2004 wurde das Design komplett überarbeitet und 2009 abermals modernisiert. Die Beverly ist nun als Tourer oder Cruiser erhältlich. Sie verfügt über Beleuchtung und Blinker in LED-Technologie. Das Staufach unter dem Sitz fasst zwei Jethelme. Höher motorisierte Modelle verfügen serienmäßig über ABS.

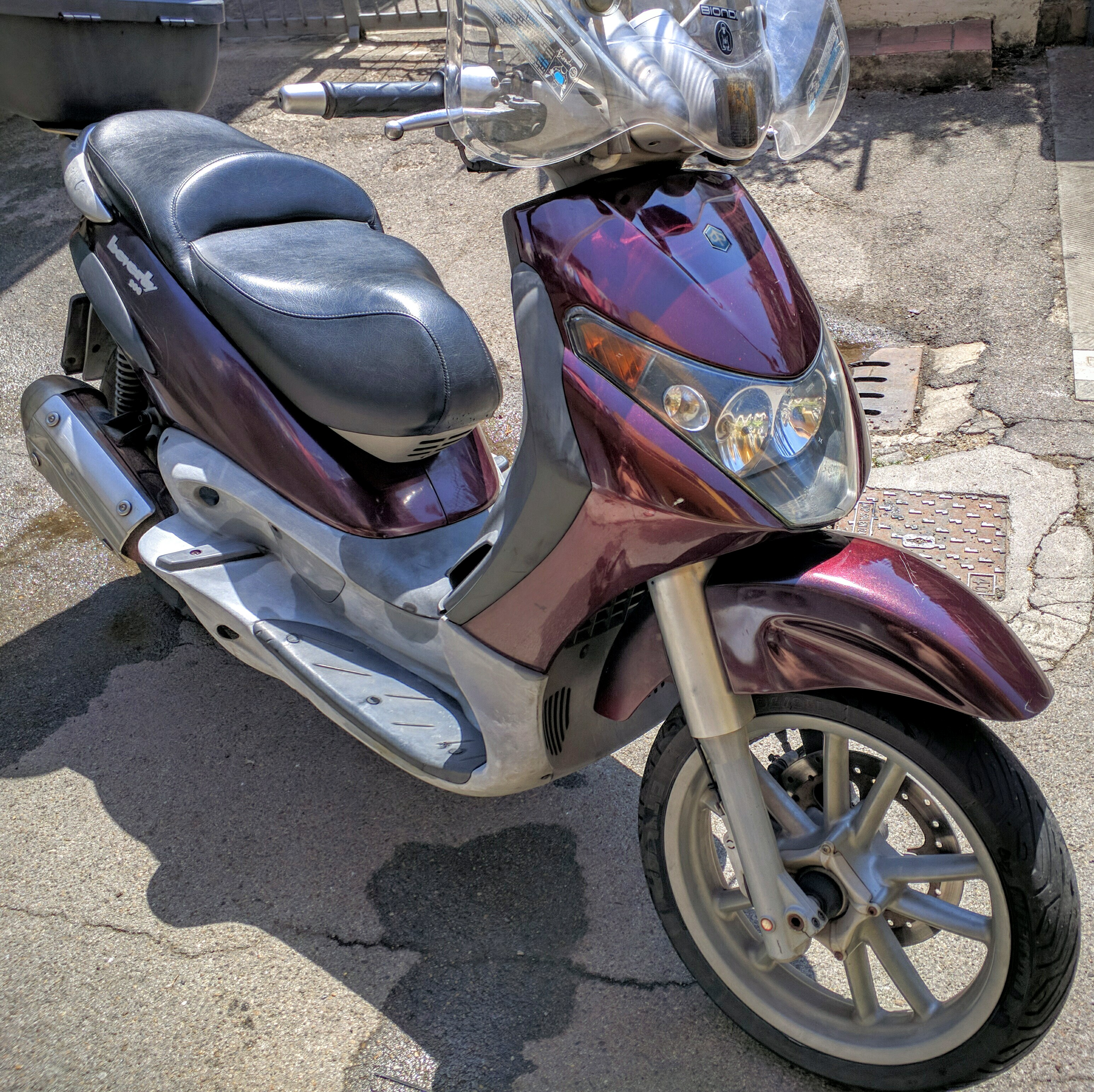
Piaggio Beverly 200

## Wechsel des Hauptbremszylinders
Seit 2013 schreibt Piaggio bei der Beverly 350 den Wechsel des Hauptbremszylinders alle 15.000 km vor. Aufgrund der höheren Bremsdrücke bei ABS-Bremsungen und der damit verbundenen stärkeren Belastung der verbauten Manschetten sei es bei diesem System aktuell erforderlich, diese Bauteile regelmäßig auszuwechseln zu lassen, wird argumentiert. Der Austausch des Hauptbremszylinders kostet ca. 500 Euro.
Mit dem Modelljahr 2014 ist der obligatorische Wechsel des Hauptbremszylinders wieder entfallen.